# Кимасар (стоянка)
Кимасар — стоянка эпохи раннего железа в Алма-Ате, расположенная в одноимённом ущелье.

## Расположение
Стоянка раннего железного века Кимасар расположена в 4,5 км к юго-востоку от въезда в ущелье Кимасар из урочища Медеу. Памятник археологии расположен на южном склоне сопки, спускающейся в долину ручья Кимасар, на левом берегу родника, вытекающего из небольшого сая, на ровной площадке.
В 2006 году в рамках празднования международного Дня парков от высокогорного катка Медео была проложена туристическая тропа к стоянке Кимасар.
С 2009 года проход на территорию урочища Медео стал платным, что сделало невозможным бесплатные туристические маршруты к стоянке Кимасар.

## Описание
Стоянка Кимасар относится к периоду VI—III вв. до н. э., к эпохе раннего железа. На поверхности ущелья прослеживаются небольшие западины и выровненные площадки, врезанные в склон — котлованы жилищ. За период изучения стоянки было обнаружено 5-6 подобных котлованов. Жилища представляют собой полуземлянки прямоугольной формы. В ряде конструкций прослеживаются фрагменты каменных конструкций — стенок домов шириной 40-50 см. Размеры жилищ — от 5х4 до 10х12 метров. Площадь поселения, по предварительным подсчетам, составляет около 2000 квадратных метров.
Территория поселения сильно задернована. По результатам полевых археологических исследований стоянка датируется эпохой раннего железного века и оно перекрыто стоянкой этнографического времени.

## Статус памятника
10 ноября 2010 года был утверждён новый Государственный список памятников истории и культуры местного значения города Алматы, одновременно с которым все предыдущие решения по этому поводу были признаны утратившими силу. В этом Постановлении был сохранён статус памятника местного значения стоянки Кимасар. Границы охранных зон были утверждены в 2014 году.